# Spara Joe... e così sia!
Spara Joe... e così sia! è un film del 1971 diretto da Emilio P. Miraglia.

## Trama
Ted e la sua banda si impadroniscono del bottino custodito in una banca; quindi, ingannando i soci, Ted nasconde il bottino. Ma, Ted, prima di morire, consegna la mappa del nascondiglio a Joe, un povero cacciatore che lo ha soccorso.